# Cocorăștii Grind
Cocorăștii Grind – wieś w Rumunii, w okręgu Prahova, w gminie Cocorăștii Colț. W 2011 roku liczyła 788 mieszkańców.